# رود کانی
کانی ریور (به لاتین: Kani River) یک رود در ژاپن است که در  میزونامی، گیفو واقع شده‌است.